# Bigas Luna
Juan José Bigas Luna (Barcelona, 1946. március 19. – La Riera de Gaià, 2013. április 6.) spanyol rendező, forgatókönyvíró, színész és képzőművész. Az 1970-es évek végétől rendez. Hazájában Pedro Almodóvar mellett az „új spanyol film” egyik legjelentősebb alkotójának számít. A magyar közönség a Sonka, sonka (1992) című filmjét láthatta először.

## Karriertörténet

### A képzőművész
A katalán Bigas Lunát a barcelonai Sarriá templomban keresztelték meg: az eseményről édesapja filmfelvételt készített. Juan José előbb egy francia nyelvű iskolában tanult, ahonnan a Santa Isabel kolostor iskolájába került át, majd egy katolikus oktatási intézménybe. Mindenhol a legjobb tanulók közé tartozott, egyedül a testnevelés nem volt az erőssége. A középiskola után egyetemre ment, ahol gazdaságtudományokkal kezdett foglalkozni. E téma iránt azonban rövidesen elveszítette az érdeklődését, és az idegenforgalomban próbálta megtalálni a helyét: német és svéd turisták spanyolországi nyaraltatásával foglalkozott. Az 1960-as évek végétől érdeklődése középpontjában a művészetek álltak, egy-egy kiállításra vagy más művészeti eseményre akár Londonig is elutazott. 1969-ben Carlos Riart társaságában létrehozta az Estudio Gris designstúdiót. Korai kiállításai a konceptuális művészet és a vizuális technológiák iránti érdeklődését tükrözik. Az 1980-as évek második felében – immár elismert filmrendezőként – egy időre Tarragonába vonult vissza, hogy a festészetnek szentelje magát. Végül visszatért a filmezéshez, de a képzőművészetnek sem fordított teljesen hátat. 2001-ben készült el a Collar de Moscas című rövidfilmje, mely az interneten volt megtekinthető. Ez az alkotás az avantgárd iránti érdeklődés jegyében fogant, mely az új audiovizuális technikákra és a digitális filmkészítésre is kiterjedt. Ennek érdekében Catalina Ponsszal még 1999-ben létrehozta a Taller Bigas Luna nevű projektet, amely innovatív elképzelések és új tehetségek pártfogását tűzte ki célul.

### A filmrendező
Bigas Lunára a Bilbao (1978) című alkotásának köszönhetően figyelt fel a nemzetközi filmvilág. A mű Spanyolországban majdhogynem olyan felzúdulást váltott ki, mint néhány évvel korábban Luis Buñuel Tristanája (1970). A történet főhőse egy jelentéktelen férfi, aki boldogtalan és magányos a felesége mellett, ám annál nagyobb érdeklődést mutat egy sztriptíztáncosnő, Bilbao iránt. Vágya, hogy birtokolja a nőt, végül tragédiához vezet. A Caniche (1979) két testvér történetét meséli el, akik egy örökség miatt kezdenek acsarkodni egymásra. Gyűlölködésük „szemtanúja” kutyájuk, egy kicsiny fehér uszkár (spanyolul: caniche). A Reborn (1981) főszerepeit Dennis Hopper, Michael Moriarty és Francisco Rabal játszották. A misztikus cselekmény központi figurája egy nő, akinek kezén és lábán stigmák jelennek meg. A csodás jelenséget egy kapzsi tévéprédikátor a maga céljaira szeretné felhasználni. Az Ángela Molina főszereplésével forgatott Lola (1986) címszereplője elhagyja részeges és agresszív szerelmét, és egy vagyonos francia üzletemberhez megy feleségül, akinek gyermeket szül. Négy év után azonban újra megjelenik az életében Mario, az elhagyott férfi, és Lolának döntenie kell, hogy a szerelmet választja vagy az anyagi biztonságot, netán mindkét férfitól függetlenül az önállóságot. Az Angustia (1987) című horrorfilm egy anyakomplexusban szenvedő szemész hátborzongató históriája, aki torzszülött anyja gyűjteményét emberi szemgolyókkal gyarapítja. Az Almudena Grandes bestsellerje alapján készült Lulúnak (1990) egy fiatal nő a főszereplője, aki miután csalódik férjében és fivérében, egyre mélyebbre süllyed a szexuális különcségek világában, ahonnan talán már nincs is visszaút számára a hétköznapi életbe. Lulú szerepére esélyes volt Ángela Molina, ám Bigas Luna végül Francesca Neri mellett döntött. Egyes források szerint Molina megriadt a merész szereptől, más források viszont azt állítják, hogy Bigas Luna túlkorosnak találta őt, elvégre a történet kezdetekor Lulú még csak tizenéves, Molina viszont a forgatás évében 35 volt. Egy erőszakos meleg prostituált szerepében tűnt fel Javier Bardem, aki a rendező következő alkotása, a Sonka, sonka (1992) egyik kulcsszereplője lett. A melodramatikus történetben egy élvhajhász anya (Stefania Sandrelli) azzal bíz meg egy keménykötésű, de pénztelen modelljelöltet (Bardem), hogy csábítsa el fia szegény sorban élő barátnőjét (Penélope Cruz). Az anya azt reméli, hogy ezzel véget vethet a „rangon aluli” kapcsolatnak, de egyrészt nem gondol arra, hogy a fia és a lány valóban szeretik egymást, másrészt arra sem, hogy a csábító az ő érdeklődését is felkelti. Az áskálódás szomorú tragédiába torkollik. Az Aranyhere (1993) főhőse, Benito (ismét Bardem) mindent akar az élettől: sikert, pénzt, nőket, és az egyik út mindezekhez az érdekházasság. Egy autóbaleset azonban megváltoztatja Benito életét és terveit. Luis Buñuel szelleme lebeg a Mell és a Hold (1994) című film fölött, melynek kilencéves főszereplője úgy érzi, szülei már nem foglalkoznak vele, édesanyja nem őt, hanem csecsemő kisöccsét szoptatja. A kisfiú azt kéri a Holdtól, hogy kapjon egy saját mellet, és úgy tűnik, ez a kívánsága rövidesen teljesül is. Olivier Martinez és Romane Bohringer játszották a főszerepeit A Titanic szobalánya (1997) című filmnek. 1912-ben egy fiatal kohász egy futóverseny győzteseként ellátogathat Southamptonba, hogy szemtanúja legyen a Titanic ünnepélyes kifutásának. Az indulás előtti este a szobájába bekéredzkedik egy fiatal lány, aki a Titanic szobalányának mondja magát. Semmi nem történik közöttük, a fiatalember azonban a hazatérése után a falubeliek unszolására alaposan kiszínezi az „egyéjszakás kaland”-ot. Aztán megérkezik a hír az óriáshajó katasztrófájáról. A kohász története immár túlnő a falu határain, mígnem a fiatalember egy ízben ismerős arcot fedez fel a hallgatóság soraiban. A meztelen Maya (1999) Goya idejében játszódó kosztümös dráma, amely a festőművész egyik szépséges, befolyásos és gazdag modelljének rejtélyes halálát helyezi az események középpontjába. A Nevem: Juani (2006) két fiatal lány barátságáról szól: a kalandvágyó teremtések Madridban próbálják megcsinálni a szerencséjüket, ám természetesen a dolgok nem az elképzeléseiknek megfelelően alakulnak.

## Filmjei
- 2006 Nevem: Juani (Yo soy la Juani)
- 2001 A tenger zenéje (Son de mar)
- 1999 A meztelen Maya (Volavérunt)
- 1997 A Titanic szobalánya (La femme de chambre du Titanic)
- 1996 Bámbola
- 1995 Lumiere és társai (Lumière et compagnie)
- 1994 Mell és a Hold (La teta i la lluna)
- 1993 Aranyhere (Huevos de oro)
- 1992 Sonka, sonka (Jamón, jamón)
- 1990 Lulú / Lulu korszakai (Las edades de Lulú)
- 1987 Angustia
- 1986 Lola
- 1985 Kiu i els seus amics (tévésorozat, 1 epizód)
- 1981 Reborn
- 1979 Caniche
- 1978 Bilbao
- 1978 Tatuaje

## Fontosabb díjak és jelölések

### Barcelona-filmdíj
- 2006 jelölés Nevem: Juani (legjobb rendező)

### Goya-filmdíj
- 1988 jelölés Angustia (legjobb rendező)
- 1991 jelölés Lulú (legjobb adaptált forgatókönyv, jelölve még: Almudena Grandes)
- 1993 jelölés Sonka, sonka (legjobb rendező; legjobb eredeti forgatókönyv, jelölve még: Cuca Canals)
- 1998 díj A Titanic szobalánya (legjobb adaptált forgatókönyv, megkapta még: Cuca Canals, Jean-Louis Benoît)

### Fantasportói filmfesztivál
- 1983 díj Caniche (kritikusok díja, legjobb rendező)
- 1983 jelölés Caniche (legjobb film)
- 1989 jelölés Angustia (legjobb film)

### Kairói Nemzetközi Filmfesztivál
- 1997 díj A Titanic szobalánya (Arany Piramis díj, legjobb rendező)

### San Sebastián-i Nemzetközi Filmfesztivál
- 1993 díj Aranyhere (a zsűri különdíja)
- 1993 jelölés Aranyhere (Arany Kagyló díj)
- 1999 jelölés A meztelen Maya (Arany Kagyló díj)

### Velencei filmfesztivál
- 1992 díj Sonka, sonka (Ezüst Oroszlán díj, megosztva a Hotel de Lux és a Dermedt szív című filmekkel)
- 1994 díj Mell és a Hold (legjobb forgatókönyv, megkapta még: Cuca Canals)